# Violet (musikalbum)
Violet är det andra studioalbumet av det kanadensiska synthrockbandet The Birthday Massacre från 2004. Albumet släpptes först med nio låtar genom det tyska skivbolaget Repo Records innan en utökad version lanserades av Metropolis Records 2005. Den utökade versionen innehåller nyinspelade versioner av "Happy Birthday", "Horror Show", "Video Kid" och "The Dream" från förra albumet Nothing and Nowhere.
Albumet producerades av gitarristerna Rainbow och Michael Falcore och basisten J. Aslan. Det spelades in i tre olika studior i Toronto – Dire Studios, Desolation Studios och Phase One Studios. På albumet medverkar nye trummisen Rhim, som ersatte O.E. under 2003.
Stewart Mason på Allmusic gav albumet betyget tre av fem och kommenterade: "Den resulterande blandningen av halvt ihågkomna stilar från inte så länge sedan är underhållande nog, men på samma sätt som paisley-undergroundbanden underhöll under 80-talet själva: Violet är en inte-riktigt-rätt hyllning till en viss musikalisk period som till slut blir mindre roliga än Sisters of Mercy- och Siouxsie and the Banshees-skivorna som troligtvis inspirerade the Birthday Massacre".

## Låtlista
| 1. | Prologue   |                | Rainbow, M. Falcore | 0:37 |
| 2. | Lovers End | Rainbow, Chibi | Rainbow, M. Falcore | 4:18 |
| 3. | Violet     | Rainbow        | Rainbow, M. Falcore | 3:37 |
| 4. | Red        |                | J. Aslan            | 1:17 |
| 5. | Play Dead  | Rainbow, Chibi | Rainbow, M. Falcore | 4:47 |
| 6. | Blue       | Rainbow        | Rainbow             | 4:29 |
| 7. | Black      |                | J. Aslan            | 1:34 |
| 8. | Holiday    | Rainbow, Chibi | Rainbow             | 5:15 |
| 9. | Nevermind  | Rainbow        | Rainbow, M. Falcore | 4:45 |

| 1.  | Prologue       |                | Rainbow, M. Falcore | 0:38 |
| 2.  | Lovers End     | Rainbow, Chibi | Rainbow, M. Falcore | 4:14 |
| 3.  | Happy Birthday | Rainbow        | Rainbow             | 3:39 |
| 4.  | Horror Show    | Rainbow        | Rainbow, M. Falcore | 4:06 |
| 5.  | Violet         | Rainbow        | Rainbow, M. Falcore | 3:37 |
| 6.  | Red            |                | J. Aslan            | 1:11 |
| 7.  | Play Dead      | Rainbow, Chibi | Rainbow, M. Falcore | 4:47 |
| 8.  | Blue           | Rainbow        | Rainbow             | 4:30 |
| 9.  | Video Kid      | Rainbow        | Rainbow             | 4:34 |
| 10. | The Dream      | Rainbow, Chibi | Rainbow, M. Falcore | 3:51 |
| 11. | Black          |                | J. Aslan            | 1:29 |
| 12. | Holiday        | Rainbow, Chibi | Rainbow             | 5:14 |
| 13. | Nevermind      | Rainbow        | Rainbow, M. Falcore | 4:36 |

## Medverkande
The Birthday Massacre
- Chibi – sång
- Rainbow – kompigarr, mixning
- Michael Falcore – sologitarr, assisterande mixning
- J. Aslan – bas, assisterande mixning
- Rhim – trummor

Övrig produktion
- Noah Nimitz – mastering
- Brett Carruthers – ljudtekniker (3, 4, 9, 10)
- George Seara – ljudtekniker (2, 5, 7, 8, 12, 13), assisterande mixning
- Paula Wilson – fotografi
- Meghann Millard – manager

Information från Discogs

### Engelska originalcitat
1. ↑  The resulting mélange of half-remembered styles from the not so distant past is entertaining enough, but in the same way that the paisley underground bands were entertaining in the '80s themselves: Violet is a not-quite-right homage to a specific musical period that ends up being less enjoyable than the Sisters of Mercy or Siouxsie and the Banshees records that probably inspired the Birthday Massacre.